# 陈卓 (三国)
陈卓（230年代—320年代），孙吴、西晋、东晋太史令，天文学家。

## 生平
青壮年任孙吴太史令，晋灭吴后北迁洛阳，任西晋太史令，西晋灭亡后重返建康，任东晋太史令。擅长天文星象，著作有《天文集占》、《四方宿占》、《天官星占》、《甘、石、巫贤三家星官》、《五星占》、《五星出度分记》、《陈卓分野》、《浑天论》，其中《甘、石、巫贤三家星官》整理的三垣二十八宿体系沿用至明末。